# 2015年9月ギリシャ議会総選挙
2015年9月ギリシャ議会総選挙は、ギリシャの立法府である議会（一院制）を構成する議員を全面改選するために行われる選挙で、2015年9月20日に投票が実施された。

## 概要
議会が解散されたことに伴って実施された選挙である。同年1月の総選挙ではEU（ヨーロッパ連合）やIMF（国際通貨基金）が強く求めてきた緊縮財政に反対してきた急進左派連合（SYRIZA）が第一党となり、党首であるアレクシス・ツィプラスが首相に就任した。しかし、債務削減に向けたEUとの交渉は難航、最終的にEU側が求めていた金融支援のための改革案を受け入れた。この結果、与党であるSYRIZAの一部議員は金融支援を受け入れるための財政改革法案の議会採決に際し反対に回り、事実上の分裂状態となった。8月20日、ツィプラスはプロコピス・パヴロプロス大統領に辞表を提出すると共に、総選挙を早期に行うよう求めた。パヴロプロス大統領は8月28日、議会を解散し9月20日に総選挙を行う大統領令に署名、9月20日に総選挙が行われることになった。

## 基礎データ
- 選挙事由：議会解散
- 投票日：2015年9月20日
- 選挙権：18歳以上のギリシャ国民
- 総定数：300議席
- 選挙制度：非拘束名簿式比例代表制。一部は拘束名簿式。得票率第1党へのプレミア議席配分あり。
- 選挙区：県単位選挙区（大選挙区と小選挙区）と全国単位選挙区（大選挙区）
- 投票：政党名簿に対して投票するが、優先投票も可能（選挙区によって1 - 5名と幅あり）。
- 阻止条項：有効得票の3%以上

出典：三輪和宏 (2006年12月). “諸外国の下院の選挙制度” (PDF). レファレンス.   国立国会図書館. 2015年9月3日閲覧。